# 斯特凡纳·科尔迪尼耶
斯特凡纳·科尔迪尼耶（法語：Stéphane Cordinier，1970年4月17日—），法国前男子手球运动员。他曾代表法国国家队参加1996年夏季奥林匹克运动会手球比赛，结果队伍获得第四名。